# Kauainukupuu
De kauainukupuu (Hemignathus hanapepe) is een zangvogel uit de familie van de vinkachtigen (Fringillidae). De vogel werd in 1889 door  Scott Barchard Wilson geldig beschreven. Het is een ernstig bedreigde vogelsoort op Hawaï die sinds 1899 niet meer is waargenomen.

## Kenmerken
De vogel is 14 cm lang. De vogel is overwegend geel met een opvallende lange, gebogen snavel, waarbij de bovensnavel twee keer zo lang is als de ondersnavel. Het mannetje is goudgeel gekleurd op de borst en kop. Dit geel wordt naar de buik toe geleidelijk wit. De snavel en de veren tussen snavelbasis en het oog zijn zwart en rond het oog is een zwarte ring. Het vrouwtje is groenachtig geel van boven en vuil wit van onder.

## Verspreiding en leefgebied
Deze soort is endemisch op het Hawaiiaanse eiland Kauai. Het leefgebied is vochtig, dicht, inheems bos dat alleen nog voorkomt op hoogten tussen 1000 en 1300 meter boven zeeniveau.

## Status
De kauainukupuu had een zeer beperkt verspreidingsgebied.  De laatste bevestigde waarnemingen dateren uit 1899. Sinds 1960 waren er tientallen onbevestigde waarnemingen, de laatste uit 2007. De grootte van de hypothetische populatie werd in 2018 door BirdLife International geschat op minder dan 50 volwassen individuen. In 2023 besloot de IUCN dat de vogel feitelijk als uitgestorven kan worden beschouwd. Daarom staat deze soort als zodanig op de Rode Lijst van de IUCN.
Het leefgebied is aangetast door ontbossing, waarbij natuurlijk bos werd omgezet in gebied voor agrarisch gebruik en menselijke bewoning en de overgebleven stukken leefgebied werden bedreigd door de activiteiten van ingevoerde hoefdieren, varkens en de introductie van muggen die vogelziekten verspreiden. 